# Mündt
Mündt ist ein Ortsteil der Gemeinde Titz im Kreis Düren, Nordrhein-Westfalen. Der Ort hat nur 13 Einwohner in sechs Haushalten. Er liegt etwas nördlich von Opherten.

## Geschichte
Bereits 650 wurde eine Vorgängerkirche der heutigen St.-Urban-Kirche erwähnt. Im frühen Mittelalter soll auf dem östlich gelegenen Hahnerhof der Einsiedler und Hirte Irmund von Mündt gelebt haben.

## Sehenswürdigkeiten

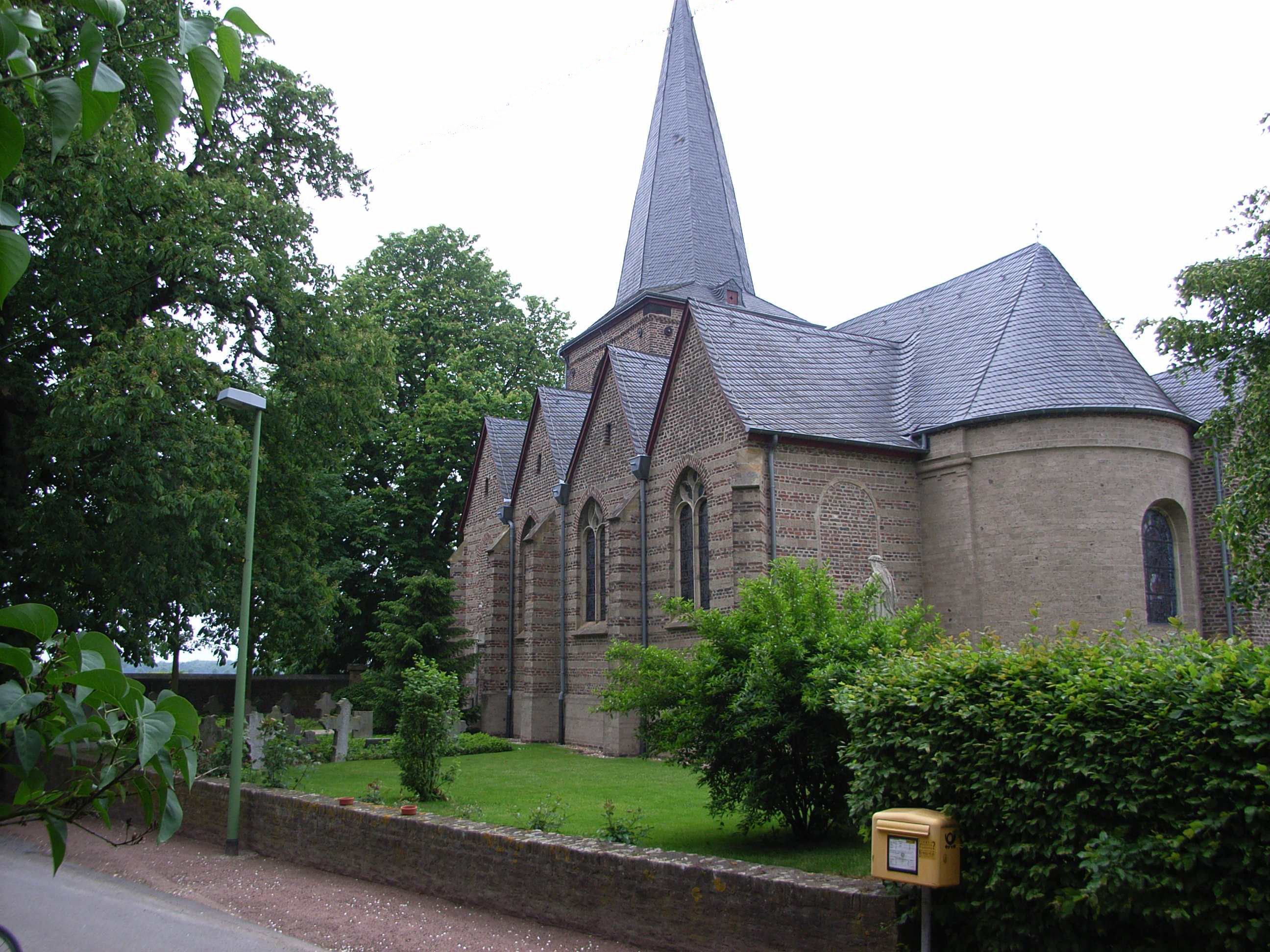
Kirche St. Urban

- Kirche St. Urban mit Friedhof

## Verkehr
Den ÖPNV stellt Rurtalbus durch die AVV-Buslinie 284 und ein Anrufsammeltaxi sicher. Bis zum 31. Dezember 2019 wurde diese Buslinie vom BVR Busverkehr Rheinland bedient.
| Linie | Verlauf |
| ----- | --- |
| 284   | (Jülich Schulzentrum → Walramplatz →Neues Rathaus →) Jülich Bf/ZOB – Stetternich – Welldorf – Güsten – Höllen – Rödingen – Kalrath – Ameln – Titz – (Opherten – Mündt –) Jackerath |
| AST   | AnrufSammelTaxi: Mo–Fr abends, Sa nachmittags/abends, So Jülich Bf/ZOB – Jülich Innenstadt – Lich-Steinstraß / Stetternich – Pattern / Welldorf – Mersch / Serrest / Güsten – Hompesch / Sevenich / Höllen – Müntz / Spiel / Rödingen / Bettenhoven – Ameln / Hasselsweiler / Ralshoven – Gevelsdorf / Kalrath – Titz – Mündt / Opherten – Jackerath |

## Vereine
- Der Kirchenchor Cäcilia Mündt-Opherten hat im Dezember 2007 das aktive Singen eingestellt. Seit 2005 gibt es bereits den Kirchenchor "cantamus Opherten", der von einer Instrumentalgruppe begleitet wird. Das Repertoire umfasst neue geistliche Lieder, vorwiegend aus der des Chorleiters
- Katholische Frauengemeinschaft Mündt-Opherten